# Chiesa di San Beneto
La chiesa di San Beneto (Benedetto) è un edificio religioso della città di Venezia, situato nel sestiere di San Marco, nelle immediate vicinanze del Museo Fortuny. Al suo interno sono ospitate opere d'arte di Mazzoni, Strozzi e Tiepolo.

## Storia

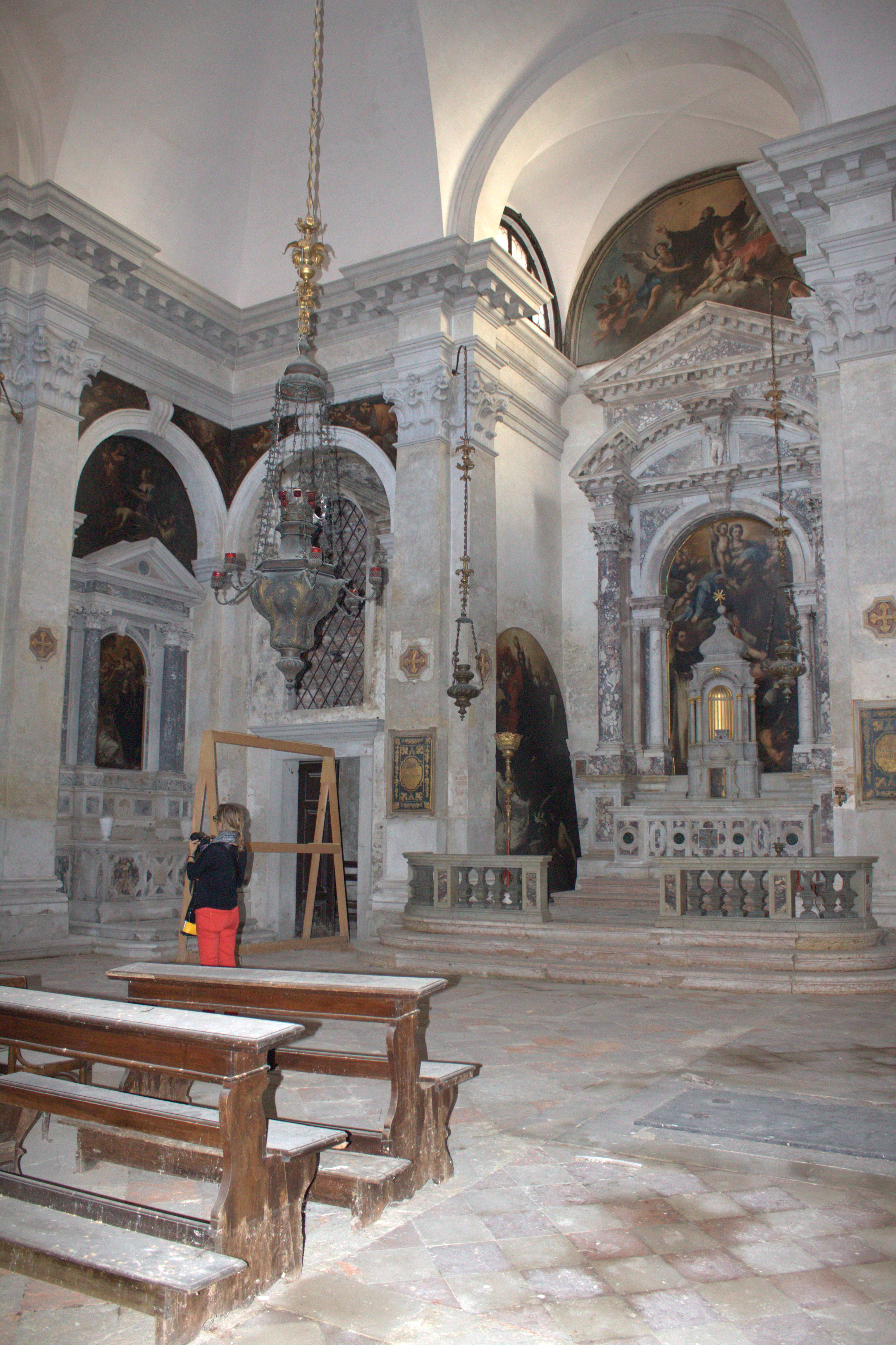
L'interno

L'edificio risulta già esistente dal 1013, quando viene incluso nella giurisdizione del monastero dei benedettini di San Michele di Brondolo. Nel 1435 viene promossa al rango di collegiata dal vescovo di Castello. L'attuale conformazione risale alla riedificazione del 1619, voluta dal patriarca Giovanni Tiepolo, a causa del degrado e del pericolo di crollo in cui versava l'edificio, e terminata nel 1685. La riconsacrazione è avvenuta nel 1695.
È stata degradata da parrocchiale a vicariale della chiesa di San Luca ed attualmente è chiusa al culto.

## Descrizione
Originariamente di modeste dimensioni ed in stile romanico, era orientata verso est ed era composta da tre navate con tetto ligneo. I lavori seicenteschi ne hanno modificato l'orientamento portandolo a nord, e l'hanno resa a navata unica.
La facciata è tripartita da paraste, poggianti su semplici piedistalli terminanti con capitelli compositi, sui quali poggia un cornicione che sorregge una trabeazione, nel cui fregio vi è l'iscrizione "D.BENEDICTO". Subito al di sotto vi è una finestra termale, chiusa alla base da una fascia che attraversa longitudinalmente la parete. Altre due piccole finestre ad arco, quasi a metà facciata, affiancano lateralmente un portale con timpano sorretto da barbacani. L'edificio termina superiormente con un timpano triangolare, decorato con cornice a dentelli.
Il campanile, molto alto rispetto all'edificio, era ubicato ad ovest, integrato nella facciata e prospiciente l'omonimo campo. Era in stile romanico, con tetto a cuspide conica e pinnacoli nei quattro angoli; inoltre la cella campanaria era aperta da trifore. Il campanile attuale, di modeste dimensioni rispetto all'edificio, è collocato a nord-ovest, termina con tetto "a cipolla" e la cella campanaria è aperta da monofore.

## Galleria d'immagini

Il campanile - Corte Tron
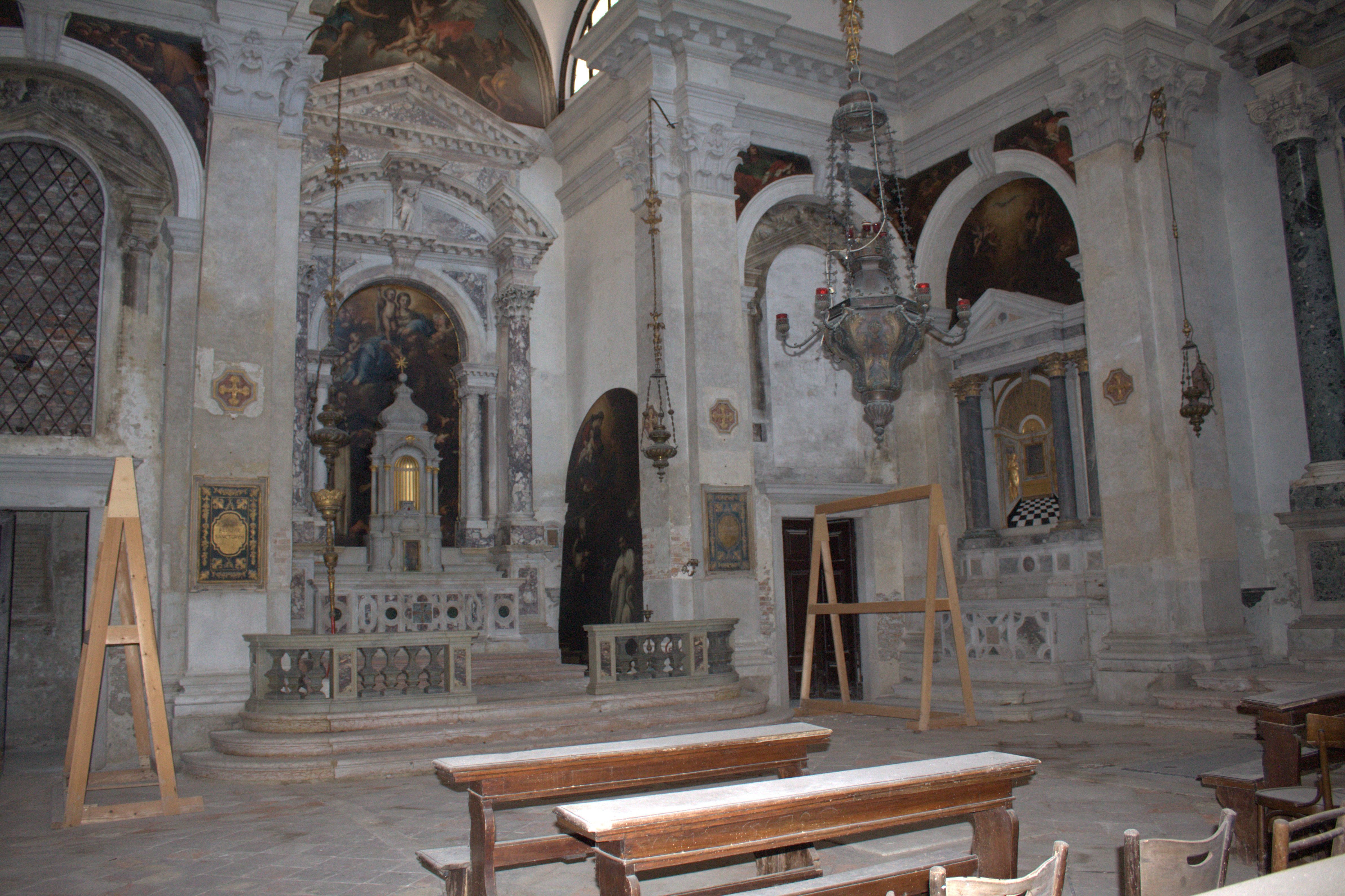
Ancora l'interno
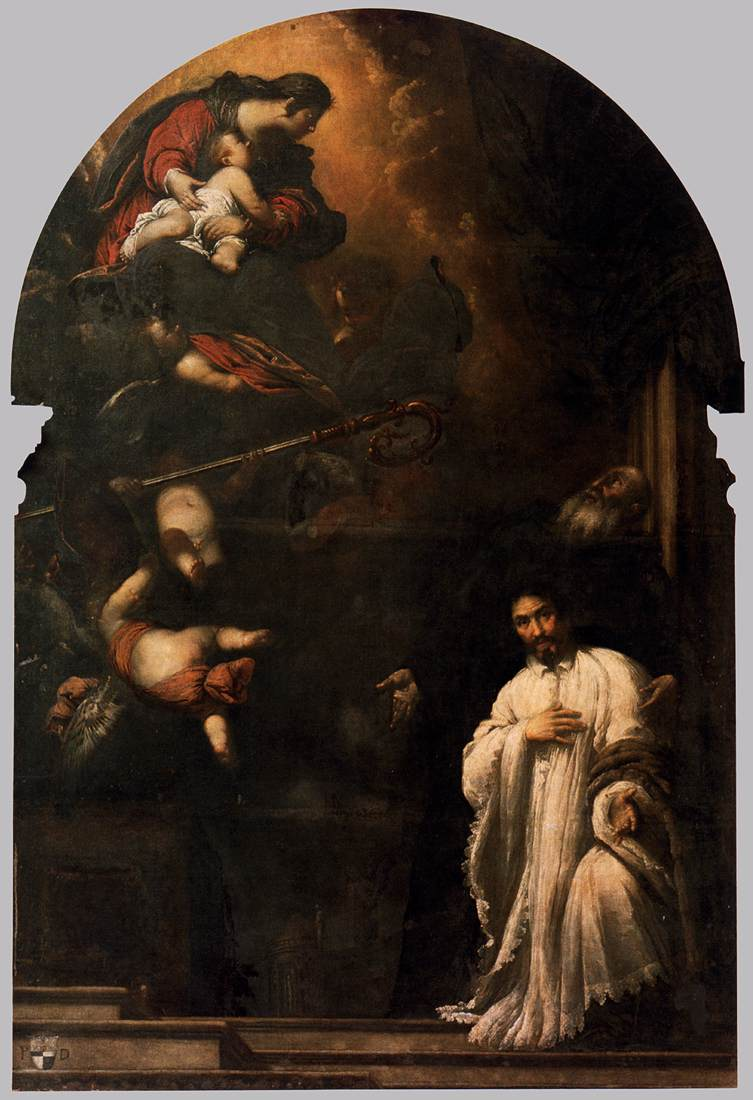
Sebastiano Mazzoni, San Benedetto presenta Pasqualino Daneli alla Vergine